# Nina Alexandrowna Tamarina
Nina Alexandrowna Tamarina (russisch Нина Александровна Тамарина; * 8. September 1926 in Skopin; † 11. Juli 2018) war eine sowjetische bzw. russische Entomologin und Hochschullehrerin.

## Leben
Tamarina studierte an der Lomonossow-Universität Moskau (MGU) an der Biologie-Bodenkunde-Fakultät mit Abschluss 1949 am Lehrstuhl für Entomologie. 1951 wurde sie Mitglied der Allrussischen/Russischen Entomologischen Gesellschaft. Nach der dreijährigen Aspirantur verteidigte sie 1953 ihre Dissertation über die Fauna der Gelben Akazie (Caragana arborescens Lam.) unter den Bedingungen der Steppen-Aufforstung mit Erfolg für die Promotion zur Kandidatin der biologischen Wissenschaften.
Darauf blieb Tamarina an der MGU als Fakultätssekretärin und wurde wissenschaftliche Mitarbeiterin.  1959–1960 leitete sie das Laboratorium für Mittel und Methoden für den Kampf gegen schädliche Tiere und Pflanzenkrankheiten. Als erste Entomologin der MGU verteidigte sie 1970 erfolgreich ihre Doktor-Dissertation für die Promotion zur Doktorin der biologischen Wissenschaften. 1972 wurde sie Vizedekanin der Fakultät für Biologie und Bodenkunde und 1974 Professorin des Lehrstuhls für Entomologie der MGU, um 1992 beratende Professorin des Lehrstuhls zu werden.
Die Forschungsschwerpunkte Tamarinas waren Probleme der entomologischen Parasitologie (Medizinische Entomologie), der Ökologie und der Biotechnologie.  Sie untersuchte die Besonderheiten der Lebensweisen der synanthropen Fliegen. Bremsen und Stechmücken und ihre Resistenz gegen Insektizide. Mit ihren Arbeiten begründete sie in der Sowjetunion die Angewandte Entomologie.

## Ehrungen, Preise
- Medaille „Für heldenmütige Arbeit“ (1976)
- Ehrenzeichen der Sowjetunion (1981)
- Medaille „Veteran der Arbeit“ (1987)
- Verdiente Wissenschaftlerin der Russischen Föderation (1997)[4]
- Verdiente Professorin der MGU (2013)